# لینگ-تمکو-ووت

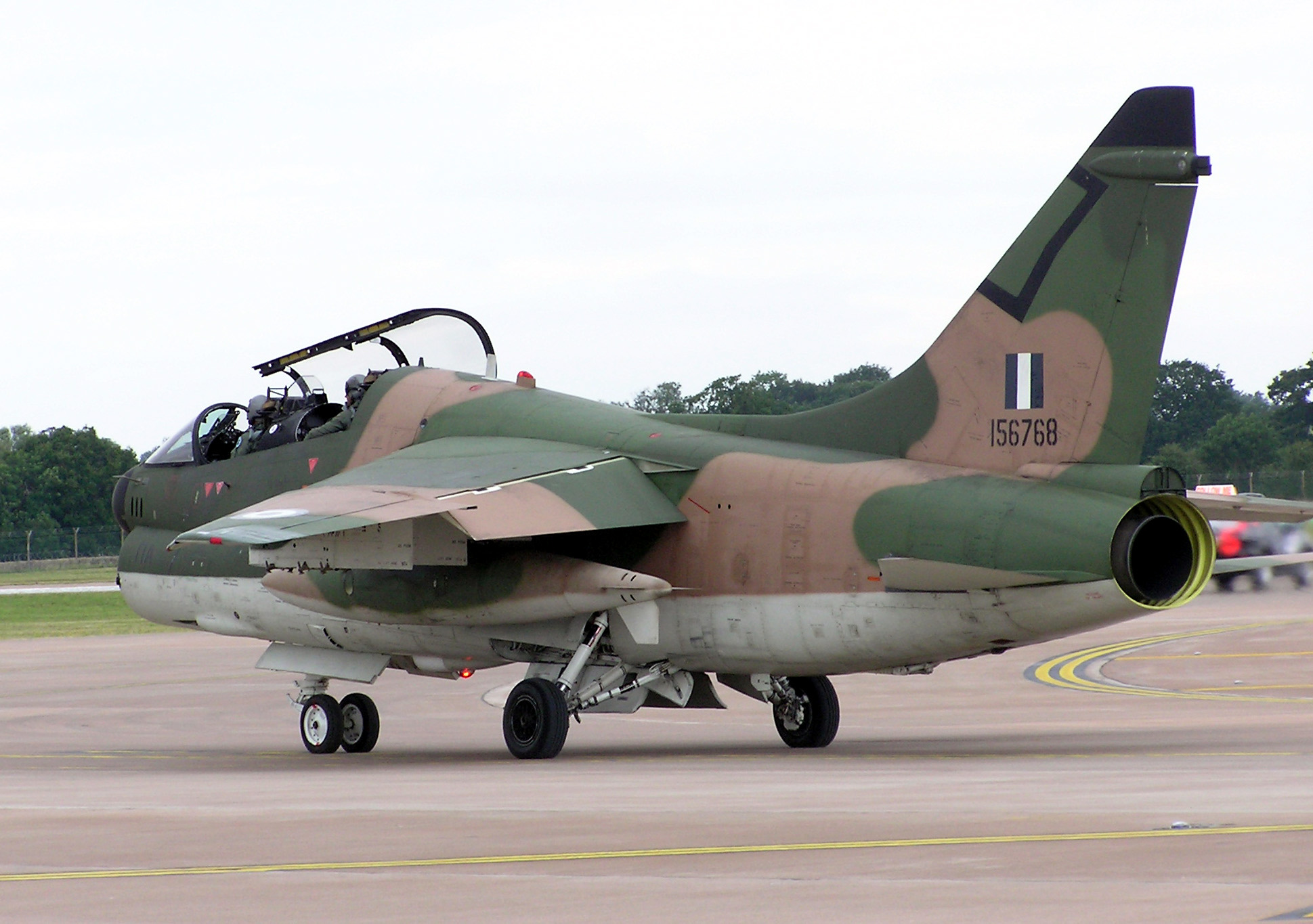
ال‌تی‌وی ای-۷ کرسر ۲ هواپیمای ساخته شده به وسیلهٔ لینگ-تمکو-ووت در نمایش هوایی سال ۲۰۰۵ بریتانیا

لینگ-تمکو-ووت(ال تی وی)(به انگلیسی: Ling-Temco-Vought) یک کنگلومرای بزرگ آمریکایی بود که از سال ۱۹۶۹ تا ۲۰۰۰ فعالیت می‌کرد. این کنگلومرا در اوج فعالیت خود در زمینهٔ صنعت هوافضا، الکترونیک، تولید فولاد، کالاهای ورزشی، صنعت هواپیمایی، بسته‌بندی گوشت، اجارهٔ خودرو و داروسازی فعال بود.

## تاریخچه
در سال ۱۹۴۷ جیمز لینگ شرکت کوچک الکتریکی لینگ در دالاس را پایه‌گذاری نمود. محل زندگی او در پشت مغازه‌اش بود.
در سال ۱۹۵۶ لینگ شرکت ال ام‌الکترونیکس و در سال ۱۹۵۹ التک الکترونیکس که در زمینهٔ سیستم‌های استریو و اسپیکر فعال بود را خریداری نمود. در سال ۱۹۶۰ لینگ شرکت خود را با شرکت تمکو ارکرفت که در زمینهٔ ساخت موشک فعال بود ادغام کرد و سپس با کمک مالی از سوی یک بیمه گر به نام تروی پست شرکت هوافضای چنس ووت را خریداری کرد. این شرکت جدید لینگ-تمکو-ووت نام گرفت و میزان فروش این شرکت در سال ۱۹۶۹ بالغ بر ۲/۷ میلیون دلار رسید.
در سال ۱۹۶۵ لینگ شرکت سیم و کابل اکنیت را خرید. در سال ۱۹۶۷ شرکت ویلسن و شرکا را که در زمینهٔ تولید تجهیزات گلف، بسته‌بندی گوشت و داروسازی فعال بود را خرید. تا سال ۱۹۶۹ ال تی وی ۳۳ شرکت را خریداری کرده بود و ۲۹۰۰۰ کارگر را در استخدام داشت و ۱۵۰۰۰ نوع محصول تولید می‌کرد و یکی از چهل شرکت بزرگ صنعتی بود. در سال ۱۹۶۹ سرمایه گذاران دریافتند که رشد شرکت‌های زیرمجموعهٔ این کنگلمرا سریع تر از زمانی که شرکت زیر مجموعه بودند نیست. نرخ سهام سقوط کرد و این کنگلومرا برای گرفتاری‌های بازار سرزنش شد. در آن سال علیه آن اقامهٔ دعوی شد و سرانجام هیئت مدیره لینگ را در سال ۱۹۷۰ از مقام خود عزل کرده و او شرکت را ترک کرد و ویلیام پل ثیر مدیر اجرایی پیشین ال تی وی جایگزین او گردید.
به عنوان بخشی از اقامهٔ دعوی در سال ۱۹۷۱ ال تی وی دو شرکت زیر مجموعهٔ خود برنیف و اکونیت را فروخت. در سال ۱۹۷۵ ثیر شرکت را ترک کرد و ریموند هی مدیر اجرایی پیشین زیراکس جانشین او شد. سپس چند شرکت زیر مجموعهٔ این کنگلمرا از آن جدا شدند که مهم‌ترین آن‌ها بخش هوافضای ال تی وی بود که پس از جدا شدن نام ووت را به خود گرفت. بخش تولید موشک نیز بعداً بخشی از شرکت لرال و سپس بخشی از بخش کنترل آتش و موشک لاکهید مارتین گردید.
پس از این واگرایی‌ها این شرکت با نام ال تی وی استیل در زمینهٔ تولید فولاد به فعالیت ادامه داد. در تاریخ ۲۹ دسامبر ۲۰۰۰ این شرکت اعلام ورشکستگی کرده و همهٔ دارایی‌ها آن به وسیلهٔ شرکت آی اس جی ویرتن استیل خریداری شده و در این شرکت ادغام گردید.